# Russeskaget
Russeskaget (norwegisch) ist ein Gebirgskamm an der Prinzessin-Astrid-Küste des ostantarktischen Königin-Maud-Lands. Er bildet den östlichsten Abschnitt der Schirmacher-Oase.
Wissenschaftler des Norwegischen Polarinstituts benannten ihn zu Ehren der russischen Wissenschaftler auf der benachbarten Nowolasarewskaja-Station.